# Irish Women's Suffrage Federation
Irish Women's Suffrage Federation (IWSF) var en irländsk kvinnorättsorganisation, verksam mellan 1912 till 1920. Syftet var att verka för Kvinnlig rösträtt.
IWSF ville ena den då splittrade irländska rösträttsrörelsen. 